# トゥンパ駅
トゥンパ駅 （トゥンパえき、Tumpat Railway Station） は、マレーシアのクランタン州トゥンパ郡にある、マレー鉄道イースト・コースト線の駅である。

## 概要
イースト・コースト線の最北端の終着駅であり、KTMインターシティの全列車が停車する。 
駅の西側にトゥンパ車庫 (Tumpat Depot) がある。

## 歴史
- 1914年5月4日 - 駅開業。（タナ・メラ～トゥンパ間開業による）

## 駅構造
単式ホーム1面1線をもつ地上駅である。駅舎は東側にあり、ホームに面している。西側に側線が数本ある。

## 駅周辺
- スルタン・モハマド4世スタジアム